# Stopplaats Ellecom
Stopplaats Ellecom (afkorting Ecm) is een voormalige halte aan de Staatslijn A. De stopplaats van Ellecom lag tussen de huidige stations Dieren en Rheden.